# ألبيرت إرنست كارييه بيلوز
ألبرت إيرنست كاريير بيلوز (ولد ألبرت إيرنست كاريير بيلوز، 12 يونيو 1824 - 4 يونيو 1887) نحات فرنسي، أحد الأعضاء المؤسسين للجمعية الوطنية للفنون الجميلة، وأصبح ضابطًا في فيلق الشرف.

## نشاته
وُلد كارييه -بيلوز في 12 يونيو 1824 في Anizy-le-Château ، أن (إقليم فرنسي) ، فرنسا. بدأ تدريباته كمتدرب لصائغ الذهب.

## روابط خارجية
- ألبيرت إرنست كارييه بيلوز على موقع الموسوعة البريطانية (الإنجليزية)